# Onicewicze
Onicewicze (biał. Аніцавічы, Anicawiczy; ros. Оницевичи, Oniciewiczi) – wieś na Białorusi, w obwodzie brzeskim, w rejonie bereskim, w sielsowiecie Sielec, przy linii kolejowej Moskwa – Mińsk – Brześć.

## Historia
W XIX i w początkach XX w. położone były w Rosji, w guberni grodzieńskiej, w powiecie prużańskim, w gminie Sielec.
W dwudziestoleciu międzywojennym leżały w Polsce, w województwie poleskim, w powiecie prużańskim, w gminie Sielec. W 1921 miejscowość liczyła 78 mieszkańców, zamieszkałych w 16 budynkach, wyłącznie Polaków wyznania prawosławnego.
Po II wojnie światowej w granicach Związku Sowieckiego. Od 1991 w niepodległej Białorusi.